# Tema de Sebasteia
Tema de Sebasteia (em grego: θέμα Σεβαστείας) foi um tema (província civil-militar) bizantino localizado na região nordeste da Capadócia e da Armênia Menor. Foi criado como um tema em 911 e sobreviveu até ser conquistada pelos turcos seljúcidas após a derrota bizantina em Manzicerta em 1071.

## História
O tema foi formado à volta da cidade de Sebasteia (atual Sivas), num território que havia sido parte do Tema Armeníaco a partir do século VII. Não é mencionado em nenhuma fonte anterior ao século X. Em 908, aparece pela primeira vez como uma clisura distinta e, por volta de 911, foi elevado à condição de tema, abrangendo todo o território bizantino ao longo da seção central do Alto Eufrates, uma zona de fronteira.
Com a expansão para Oriente, foi estendido para o sul e para o leste, englobando Melitene, Samósata e Tefrique, território equivalente, a grosso modo, com o das antigas províncias romanas de Armênia Prima, Armênia Secunda e Síria Eufratense. Após meados do século X, porém, esse território já havia sido muito reduzido com a criação de diversos temas pequenos.
No século X, a região recebeu um grande influxo de armênios, que se tornaram majoritários. Após 1019-1021, Sebasteia e seu território foram dados como feudo a Senequerim-João em troca da cessão ao Império de seu Reino de Vaspuracânia. A partir de 1074, após a derrota bizantina na Batalha de Manzicerta frente os turcos seljúcidas, o território passou a ser governado de forma independente pelos Arzerúnios até eles também serem conquistados pelos turcos por volta de 1090.